# Književnost u 1941.
◄◄ | ◄ | 1938. | 1939. | 1940. | 1941.  | 1942. | 1943. | 1944. | ► | ►►
Arhitektura • Astronautika • Astronomija • Biologija • Film • Fotografija • Glazba • Kazalište • Kemija • Kiparstvo • Knjige • Književnost • Kršćanstvo • Meteorologija • Medicina • Planinarstvo • Politika • Pravo • Promet • Slikarstvo • Strip • Šport • Televizija • Znanost • Zrakoplovstvo • Željeznički promet
Književnost u 1941.

## Svijet

### Smrti
- 13. siječnja – James Joyce, irski književnik (* 1882.)
- 28. ožujka – Virginia Woolf, engleska spisateljica (* 1882.)
- 7. kolovoza – Rabindranath Tagore, indijski pjesnik, skladatelj i dramaturg (* 1861.)

## Hrvatska i u Hrvata

### Smrti
- 4. veljače – Ivo Kozarčanin,  hrvatski pjesnik, prozaik, književni kritičar (* 1911.)
- 17. srpnja – August Cesarec, hrvatski književnik, prevoditelj, publicist i politički djelatnik (* 1893.)

## Vanjske poveznice
|  | Zajednički poslužitelj ima još gradiva o temi Književnost u 1941. |